# Mont des Brumes
Mont Des Brumes (de mistheuvel) is een skipiste in Ruy in België, gelegen tussen Francorchamps en La Gleize. De top van het skigebied ligt op 530 meter hoogte. De piste is 850 meter lang en heeft een hellingsgraad van 64% en loopt naar de voet van het gebied, op 350 meter hoogte. Er bevindt zich ook een beginnerspiste met een lengte van 150 meter. Snowboarden is er niet toegestaan. Mont Des Brumes wordt als beste en moeilijkste skigebied van de Belgische Ardennen beschouwd. Het gebied heeft 4 liften ,wat betekent dat er meer dan duizend skiërs per uur gebruik kunnen maken van de piste.